# F. David Peat
F. David Peat (Liverpool, Inglaterra, 1938-Pari, Italia, 2017), fue un físico inglés.

## Biografía
Fue catedrático de la Queen's University antes de iniciar la investigación en el National Research Council de Canadá, y también fue consultor del Science Council de Canadá. Asimismo, Peat ha organizado grupos para Native American Elders and Western Scientists, así como de artistas y científicos. También es responsable de la serie de veinte programas "A question of physics" -una historia de la física en el siglo XX- emitido en CBC Ideas, así como de otros documentales para la CBC. Peat también ha colaborado con el físico David Bohm.
En 1996, Peat se trasladó al pueblo medieval de Pari situado en lo alto de una colina, cerca de Siena, donde creó el Pari Center for New Learning. El centro organiza congresos, cursos y tiene un programa dirigido a visitantes artistas, escritores y estudiosos.

## Obra
Peat es autor de veinte libros, entre los cuales se encuentran Blackfoot Physics, From Certainty to Uncertainty, The Blackwinged Night, Espejo turbulento (junto con John Briggs) y Ciencia, orden y creatividad  (junto con David Bohm).